# UFC on FX 3
UFC on FX 3: Johnson vs. McCall（ユーエフシー・オン・エフエックス・スリー：ジョンソン・バーサス・マッコール）は、アメリカ合衆国の総合格闘技団体「UFC」の大会の一つ。2012年6月8日、フロリダ州サンライズのバンクアトランティック・センターで開催された。

## 大会概要
本大会ではデメトリアス・ジョンソンとイアン・マッコールによるフライ級王座決定トーナメント準決勝の再戦が組まれた。
キャリア5戦全勝のカイオ・マガリャエスがUFCデビュー。

## 試合結果

### アーリープレリム
第1試合 ウェルター級ワンマッチ 5分3R
○  ショーン・ピアソン vs.  ジェイク・ヘクト ×
3R終了 判定3-0（29-28、29-28、29-28）
第2試合 ライト級ワンマッチ 5分3R
○  ヘンリー・マルチネス vs.  ベルナルド・マガリャエス ×
3R終了 判定3-0（30-27、29-28、29-28）

### プレリミナリーカード
第3試合 ミドル級ワンマッチ 5分3R
○  バディ・ロバーツ vs.  カイオ・マガリャエス ×
3R終了 判定3-0（30-27、30-27、29-28）
第4試合 ライト級ワンマッチ 5分3R
○  ティム・ミーンズ vs.  ジャスティン・サラス ×
1R 1:06 TKO（パウンド）
第5試合 バンタム級ワンマッチ 5分3R
○  ダスティン・ペイグ vs.  ジャレッド・パパジアン ×
1R 3:21 リアネイキドチョーク
第6試合 フェザー級ワンマッチ 5分3R
○  マット・グライス vs.  レオナルド・ガルシア ×
3R終了 判定3-0（30-27、30-27、30-27）
第7試合 ウェルター級ワンマッチ 5分3R
○  セス・バジンスキー vs.  ランス・ベノイスト ×
3R終了 判定2-1（27-30、29-28、29-28）
第8試合 ウェルター級ワンマッチ 5分3R
○  マイク・ピアース vs.  カルロス・エドゥアルド・ホシャ ×
3R終了 判定3-0（30-27、30-27、30-27）

### メインカード
第9試合 バンタム級ワンマッチ 5分3R
○  エディ・ワインランド vs.  スコット・ヨルゲンセン ×
2R 4:10 KO（右ストレート→パウンド）
第10試合 ウェルター級ワンマッチ 5分3R
○  マイク・パイル vs.  ジョシュ・ニアー ×
1R 4:56 KO（右フック）
第11試合 ウェルター級ワンマッチ 5分3R
○  エリック・シウバ vs.  チャーリー・ブレネマン ×
1R 4:33 リアネイキドチョーク
第12試合 フライ級王座決定トーナメント 準決勝 5分3R
○  デメトリアス・ジョンソン vs.  イアン・マッコール ×
3R終了 判定3-0（29-28、30-27、29-28）
※ジョンソンがトーナメント決勝進出。

### 各賞
ファイト・オブ・ザ・ナイト： エディ・ワインランド vs. スコット・ヨルゲンセン
ノックアウト・オブ・ザ・ナイト： マイク・パイル
サブミッション・オブ・ザ・ナイト： エリック・シウバ
各選手にはボーナスとして4万ドルが支給された。

## フライ級王座決定トーナメント 組み合わせ表
|  | 準決勝                   | 準決勝               |  |  | 決勝 | 決勝 |
|  |                          |                      |  |  |      |      |
|  |                          |                      |  |  |      |      |
|  | デメトリアス・ジョンソン | RD 3                 |  |  |      |      |
|  | イアン・マッコール       | 判定3-0              |  |  |      |      |
|  |                          |                      |  |  |      |      |
|  | デメトリアス・ジョンソン |                      |  |  |      |      |
|  |                          | ジョセフ・ベナビデス |  |  |      |      |
|  |                          |                      |  |  |      |      |
|  | ジョセフ・ベナビデス     | RD 2                 |  |  |      |      |
|  | 漆谷康宏                 | TKO                  |  |  |      |      |